# Leona Machálková
Leona Machálková (* 24. května 1967 Zlín) je česká zpěvačka.

## Studium
Dětství prožila v moravském Přerově, kde navštěvovala základní školu a následně i gymnázium. Už v dětském období začala inklinovat k hudbě i divadlu. Po maturitě nastoupila na Filozofickou fakultu Univerzity Palackého v Olomouci, kde vystudovala obor český jazyk a dějepis.

## Hudební kariéra
Od 18 let vystupovala s hudebními formacemi Damiján a Znamení dechu.
V roce 1986 získala se skupinou Damiján interpretační Portu.
Roku 1991 se odstěhovala do Prahy, začala moderovat na rozhlasové stanici Evropa 2, uváděla na České televizi hudební pořad Telerezonance a také přijala nabídku na účinkování v divadle Semafor. Od roku 1993 následovaly role v muzikálech West Side Story, Jesus Christ Superstar, Dracula, Mise, Monte Cristo. V roce 1996 Machálkové vyšel sólový debut – CD Leona. S pomocí Karla Svobody (autor muzikálu Dracula, v němž Machálková ztvárnila dvojroli Adriany-Sandry; později i titulní ženskou postavu Lorraine) se prosadila na českém hudebním trhu jako sólová zpěvačka a vydala své první nadčasové album Leona (1996). Pod Svobodovým vedením nazpívala dvě úspěšné desky coververzí Film a muzikál (1998), Film a muzikál II (1999). Oba dva projekty společně vyšly pod značkou Warner Music Czech republic. Stejný vydavatel je podepsaný pod dalšími dvěma deskami Machálkové – Blízká setkání (2001) a Jsem to já (2002).
Na podzim 2005 vyšlo její album Voda divoká (vydavatelství EMI). Po vzoru celosvětových pop-star jako je třeba Robbie Williams si Leona splnila sen a natočila swingovou desku. Ta vznikla ve spolupráci s Orchestrem Martina Kumžáka. Nový „swing“ repertoár představila koncem roku 2005 na koncertu Královny popu v Karlových Varech, kde vystoupily i Ilona Csáková, Eva Pilarová, Helena Vondráčková a Jitka Zelenková. Nedávno pod režijní taktovkou Jozefa Bednárika vystupovala v titulní roli Angeliky ve stejnojmenném muzikálu skladatele Michala Davida. Toto představení mělo premiéru v březnu 2007.
V červnu 2009 vydala první kompilační "best of" album Největší hity. Aktivity tohoto období jsou spojeny i s divadlem – show Nikita&Šachmat, muzikály Jack Rozparovač a Robin Hood (2010). Na podzim 2010 připravuje nový koncertní program "Srdce na dlani" s živou kapelou za zády a vokalistkami (např. Radka Pavlovčinová).

## Rodinné vztahy
Téměř deset let žila s architektem a designérem Bořkem Šípkem, vztah ukončili v roce 2009. Dne 11. ledna 2003 v Bangkoku v Thajsku porodila Bořku Šípkovi syna Artura.

## Diskografie

### Sólová alba
- Leona (1996)
- Film a muzikál (1998)
- Film a muzikál II (1999)
- Blízká setkání (2001)
- Jsem to já (2002)
- Voda divoká (2005)
- Největší hity – Best of (2009)
- Největší hity – Best of (2013)
- Duety (2017)

### Muzikálová alba
- Dracula (1997)
- Monte Cristo (2001)
- Les Misérables – Bídnici (2004)
- Angelika (2007)
- Jack Rozparovač (2008)
- Robin Hood (2010)

### Muzikál
- 1993 West Side Story, Anita, Hudební divadlo Karlín[7]
- 1994 Jesus Christ Superstar, Máří Magdalena (v alternaci s Bárou Basikovou, Renátou Podlipskou a Athinou Langoskou), Divadlo Spirála[8]
- 1995 Dracula, Adriana/Sandra (v alternaci s Lindou Finkovou a Katarínou Hasprovou), Kongresové centrum Praha
- 1997 Dracula, Lorraine (v alternaci s Monikou Absolonovou, Magdou Malou, Dagmar Rostandt a Luciou Šoralovou), Kongresové centrum Praha
- 1998 Mise, Norma (v alternaci s Radkou Fišarovou a Lenkou Novou), koncertní turné[9]
- 2001 Monte Cristo, Mercedes (v alternaci s Vandou Konečnou a Janou Zenáhlíkovou), Kongresové centrum Praha
- 2003 Dracula, Lorraine (v alternaci s Janou Vaculíkovou a Vandou Konečnou), Kongresové centrum Praha
- 2003 Les Misérables/Bídníci, Eponina (v alternaci s Magdou Malou, Markétou Sedláčkovou, Martinou Placrovou a Leonou Černou), Goja Music Hall
- 2007 Angelika, Angelika (v alternaci s Monikou Absolonovou a Dashou), Divadlo Broadway
- 2009 Dracula, Lorraine (v alternaci s Monikou Absolonovou a Radkou Fišarovou), Divadlo Hybernia
- 2009 Nikita & Šachmat, Madamme Pompadour, Divadlo Hybernia[10]
- 2010 Jack Rozparovač, Glorie (v alternaci se Sabinou Laurinovou a Janou Fabiánovou), Divadlo Kalich[11]
- 2010 Robin Hood, Čarodějnice (v alternaci s Radkou Pavlovčinovou), Divadlo Kalich
- 2011 Popelka: Muzikál na ledě, královna (v alternaci s Danou Morávkovou a Hanou Buštíkovou), turné po arénách
- 2012 Hamlet: The Rock Opera, Gertruda (v alternaci s Martou Jandovou), Divadlo Broadway[12]
- 2015 Mamma Mia!, Donna (v alternaci s Alenou Antalovou a Danielou Šinkorovou), Kongresové centrum Praha
- 2015 Dracula, Lorraine (v alternaci s Kamilou Nývltovou a Evou Burešovou), Hudební divadlo Karlín
- 2015 Romeo a Julie, Hraběnka Kapulet (v alternaci s Jitkou Čvančarovou, Luciou Jagerčíkovou a Janou Musilovou), Divadlo Hybernia[13]

### Jiné
- Šakalí léta (1993) – film, píseň „Tmavomodrý motýl“
- Zvoník u Matky boží (1996)
- Souhvězdí Gott (1999) – píseň „Jdi za štěstím“
- Pojišťovna štěstí (2003) – TV seriál, duet s Petrem Kolářem „Den kdy se vrátí láska“